# Петін Микола Миколайович
Микола Миколайович Петін (рос. Николай Николаевич Петин *2 травня 1876 — пом. 7 жовтня 1937) — радянський воєначальник, один з розбудовників Червоної Армії, командувач військами Київського військового округу (у 1921 році), Західно-Сибірського та Сибірського військового округу (1923—1928), пізніше начальник інженерного управління Червоної армії. Комкор (1935), жертва сталінського Великого терору — розстріляний у 1937 році.

## Життєпис

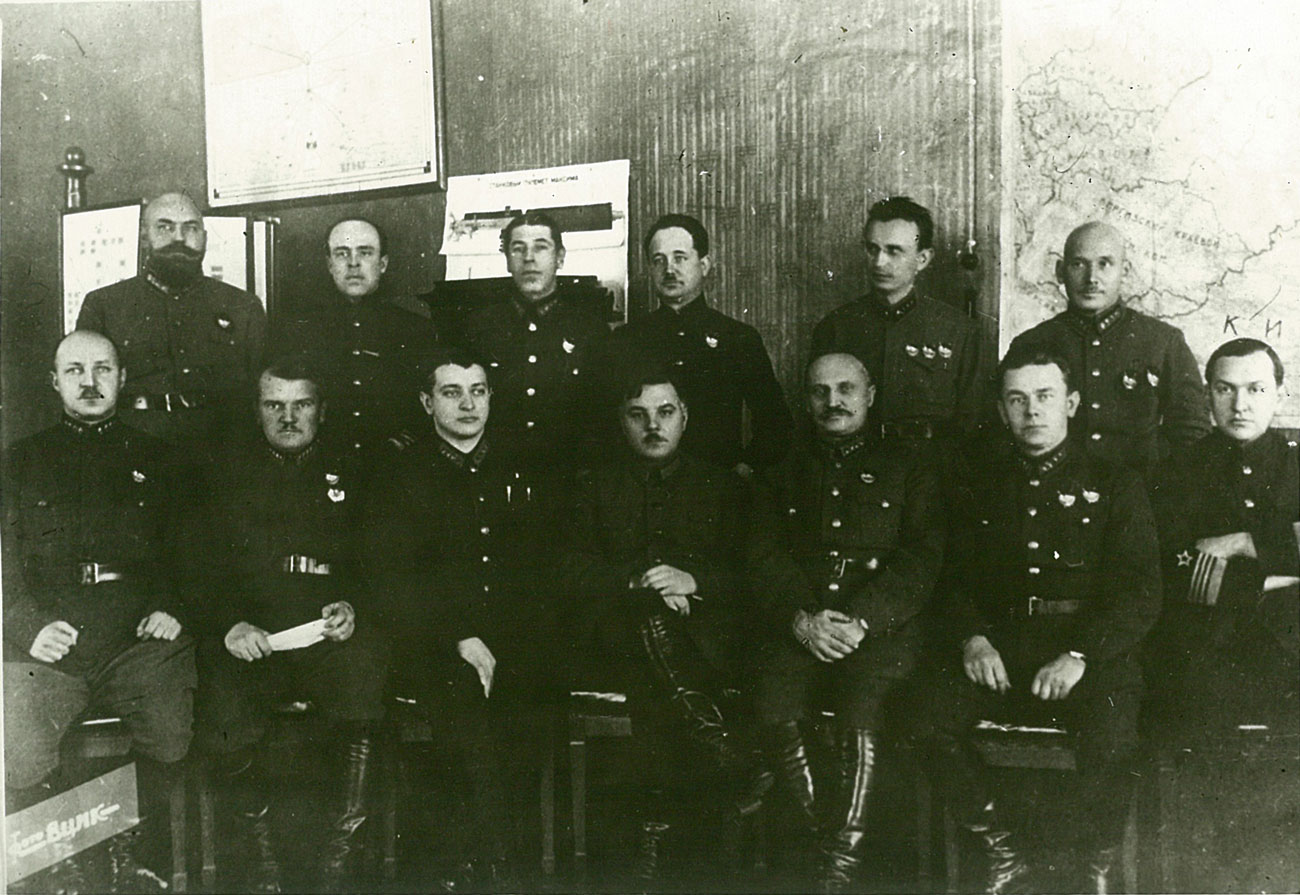
Зустріч командувачів Червоної армії.
У центрі сидять М. М. Тухачевський, К. Є. Ворошилов, М. М. Петін. 1927 р.

Народився в травні 1876 року у Вологді в сім'ї офіцера. У 1894 р закінчив Нижегородський кадетський корпус, а в 1897 році Миколаївське інженерне училище.
Служив офіцером у 13-му і Туркестанському саперних напівбатальйонах.

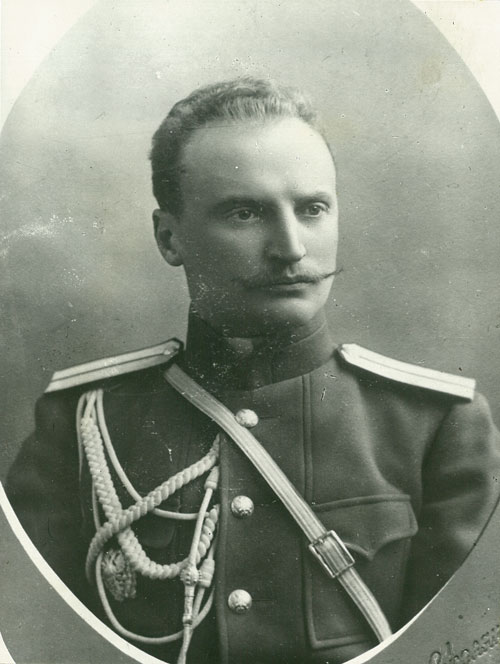
М. М. Петін. Ташкент, 1910 рік.

У 1903 році вступив до Академії Генерального штабу. У період Російсько-японської війни, перервавши навчання, воював у Маньчжурії у складі військово-телеграфної роти. У 1907 р закінчив академію і був призначений командиром роти в 4-й Туркестанський стрілецький батальйон. Потім проходив службу в штабах Варшавського укріпленого району і окремого корпусу прикордонної варти.
У роки Першої світової війни займав посади: помічника начальника відділення штабу Північно-Західного фронту, старшого ад'ютанта відділу генерал-квартирмейстера 12-ї армії, начальника відділення в управлінні генерал-квартирмейстера Північно-Західного фронту, командира 7-го Сибірського стрілецького полку, начальника штабу 8-ї Сибірської стрілецької дивізії, начальника штабу 34-го і 50-го армійських корпусів, помічника генерал-квартирмейстера Південно-Західного фронту. Останній чин і посада в російській імператорській армії — полковник, генерал-квартирмейстер Південно-Західного фронту. Будучи керівником ліквідаційної комісії, в лютому 1918 р завершив розформування і демобілізацію частин і з'єднань фронту.
У РСЧА добровільно з 1918 року. Учасник Громадянської війни.

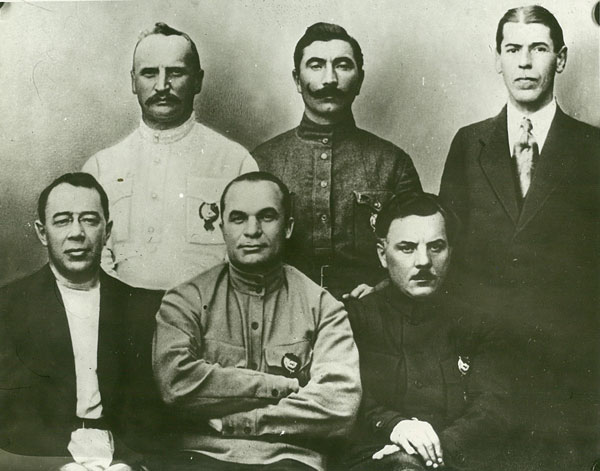
Група командувачів. Стоять: М. М. Петін, С. М. Будьонний, Б. М. Шапошников Сидять: С. І. Гусєв, О. І. Єгоров, К. Є. Ворошилов. 1921 р.

З травня 1918 — начальник мобілізаційного управління штабу Біломорського військового округу. З листопада 1918 За травень 1919 року — начальник штабу 6-ї армії Північного фронту. З травня по жовтень 1919 — начальник штабу Західного, з жовтня 1919 по січень 1920 — Південного, з січня по грудень 1920 — Південно-Західного фронтів.
22 грудня 1920 року за наказом № 18 командувача Збройними Силами України і Криму польове управління Південно-Західного фронту і управління КВО зливаються в нове управління Київського військового округу. Командувачем військами округу призначений Єгоров О. І., начальником штабу призначено Петіна М. М. У квітні-листопаді 1921 року Петін М. М. був командувачем військами Київського військового округу.
З наказу Реввійськради Республіки № 15 березня від 9 травня 1921 року:

«Нагороджується орденом Червоного Прапора колишній начальник штабу армій Південно-Західного фронту Петін Микола Миколайович — за талановиту розробку всіх оперативних міркувань на посаді начальника штабу фронту, енергійну підготовку і проведення в життя намічених операцій в 1919 і 1920 рр., що закінчилися розгромом армій Денікіна під Орлом і енергійним переслідуванням та ліквідацією їх на території України. У періоди тимчасового заміщення командуючого фронтом товариш Петін сміливо виявляв широку ініціативу і з усвідомленням важливості і відповідальності моменту з успіхом самостійно керував бойовими діями військфронту».

З листопада 1921 року — помічник Головнокомандувача Збройними Силами Республіки по Сибіру.
З січня 1923 року — командувач військами Західно-Сибірського військового округу.
З квітня 1924 року — начальник Управління РСЧА, з жовтня того ж року — інспектор військово-навчальних закладів РСЧА.
З грудня 1924 року — заступник начальника Управління РСЧА.
З вересня 1925 року — заступник командувача, з листопада того ж року — командувач військами Сибірського військового округу.
З листопада 1928 року — для особливо важливих доручень при РВР СРСР.
З січня 1929 року — заступник начальника Головного управління РСЧА, з жовтня того ж року — для особливо важливих доручень при голові РВР СРСР.
З травня 1930 року — інспектор інженерних військ РСЧА, з січня 1932 — начальник інженерів РСЧА, з грудня 1934 — начальник Інженерного управління РСЧА. Член ВКП(б) з лютого 1932 року. Член ЦВК СРСР. Член Військової ради при наркомі оборони СРСР.
Наказом наркома оборони СРСР № 2 395 від 20 листопада 1935 року М. М. Петіну було присвоєно персональне військове звання комкор.
М. М. Петін був нагороджувався орденом Червоного Прапора у 1921 році, та орденом Леніна у 1936 році.
У квітні 1937 року отримав сувору догану за будівництво собі дачі за казенний рахунок.
5 червня 1937 року заарештований. Військовою колегією Верховного суду СРСР 7 жовтня 1937 року за звинуваченням в участі у військовій змові засуджений до розстрілу. Вирок виконано в той же день.
Ухвалою Військової колегії від 29 вересня 1956 року реабілітований.